# Claude François du Verdier de La Sorinière
Pour les articles homonymes, voir Sorinière et Verdier.
Claude François du Verdier de La Sorinière, né le 25 février 1701 au château de la Sorinière et mort le 28 janvier 1784 à Angers, est un écrivain français.

## Biographie

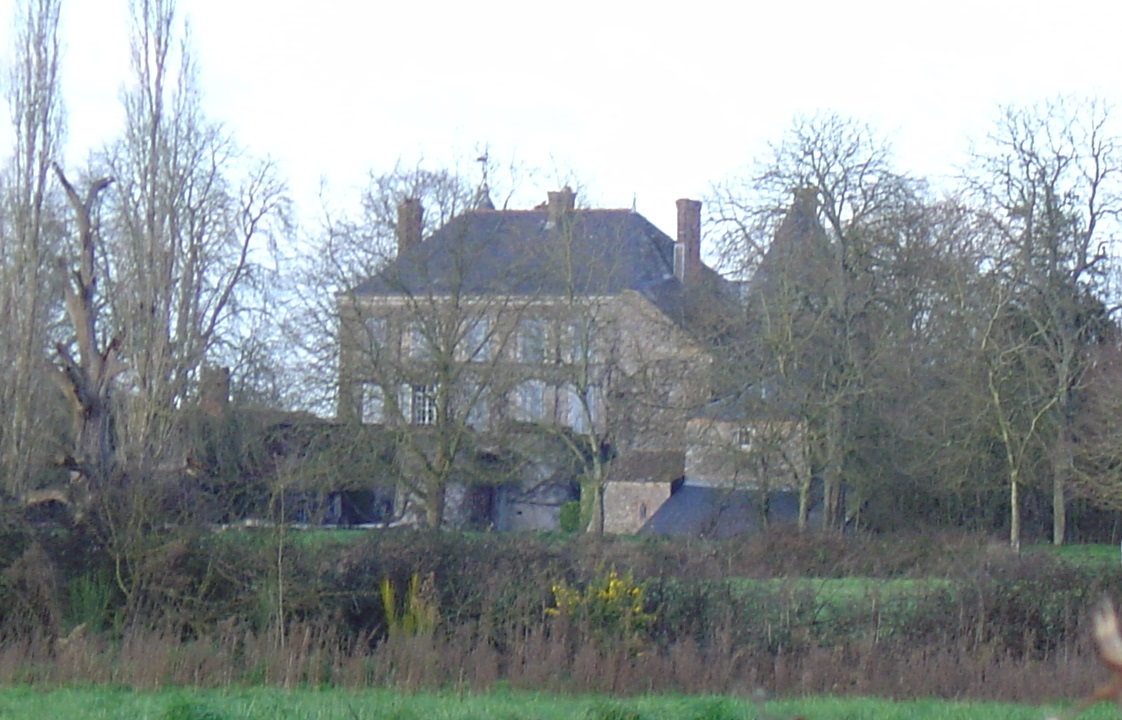
Château de la Sorinière à Chemillé (Maine-et-Loire).

Claude François du Verdier de La Sorinière est le fils de Jean François du Verdier de la Sorinière et de Louise Hélène Ménard, dame des petites Tailles. Il épouse Aimée de Terves le 10 septembre 1720 à Angers. Ils ont une fille Rosalie du Verdier de la Sorinière future bienheureuse et martyre d'Anger
La Sorinière a fourni beaucoup de morceaux, soit en vers, soit en prose, au Journal de Verdun et au Mercure de France. Ses travaux littéraires lui firent obtenir, en 1748, le titre de membre de l’Académie royale d’Angers. Le Corps de Ville d’Angers avait exprimé le désir qu’un académicien fît chaque année un discours public à la louange du roi et à la province d’Anjou, La Sorinière prononça cet éloge le 12 avril 1752. Il fut le directeur de l'Académie d'Angers de 1759 à 1762.
Quelques vers lui furent consacrés par Voltaire dans son Epître à Boileau (1769), qui dit qu’il a vu le parti janséniste plus méprisé que le parti rival et 
…tombant dans la poussière

Avec Guyon, Fréron, Nonotte et Sorinière.

## Principales publications
- « Épître en vers blancs, de M. de La Sorinière, à M. l'abbé G… », Mercure, janvier 1748 [lire en ligne]

- « Poème, ou Essai, sur le progrès des sciences et des beaux-arts, sous le règne de Louis le Bien-Aimé », Mercure, septembre 1749 [lire en ligne]. Il a été réimprimé à part.

- « Lettre apologétique de M. de La Sorinière, à M. l'abbé  d’Artigny, sur ce que cet abbé vient de publier les amours de Bayle et de Mme Jurieu, dans ses Nouveaux mémoires d'histoire, de critique et de littérature », Mercure, juin 1750 [lire en ligne], reproduite au tome 7 des Nouveaux Mémoires d’histoire de d'Artigny [lire en ligne].

| Novembre 1738  | Épître […] à M. le comte de Montmorenci, pour lors à son château des Buars, en Anjou | [lire en ligne] |
| Avril 1740     | À Son Éminence M. le cardinal de Fleury | [lire en ligne] |
| Octobre 1740   | Déclamation contre le vin, et l'éloge de l'eau commune […] à M. de l'Isle, médecin de la faculté d'Angers | [lire en ligne] |
| Novembre 1740  | Épître […] au comte de Montmorenci, sur la promesse qu'avait fait ce seigneur de venir passer l'automne à son château des Buars en Anjou, avec la comtesse de Montmorency son épouse | [lire en ligne] |
| Mars 1741      | Épître […] à Mme de *** | [lire en ligne] |
| Mars 1741      | Bacchus vengé, ou la palinodie forcée | [lire en ligne] |
| Juillet 1741   | Abjuration de la satire | [lire en ligne] |
| Juillet 1741   | Réflexions sur le genre épistolaire, adressées à M. l'abbé de *** | [lire en ligne] |
| Février 1742   | Épître au R. P. Dufrou de l'Oratoire, régent de rhétorique au collège d'Angers | [lire en ligne] |
| Avril 1742     | À Madame la comtesse de Montmorency, sur la mort de Mignonne, petite gorge rouge, que cette dame apporta d'Anjou à Paris l'automne dernier | [lire en ligne] |
| Juin 1742      | Réflexions sur l'abus et le mauvais usage que l'on fait du style marotique, adressées à Madame la comtesse de M. R. | [lire en ligne] |
| Juin 1742      | Madrigal de l'auteur, en adressant ces réflexions à Madame la comtesse de M. R. | [lire en ligne] |
| Juin 1742      | Le philosophe chrétien | [lire en ligne] |
| Août 1742      | Épître à M. l'abbé Goujet, auteur du supplément de Moreri au sujet des sa nouvelle Bibliothèque française | [lire en ligne] |
| Décembre 1742  | Épître à Madame la comtesse de M*** | [lire en ligne] |
| Février 1743   | Réponse […] à M. de La Broderie, d'Aix, au sujet de ses vers marotiques, etc | [lire en ligne] |
| Mai 1743       | Épître […] à M. de Voltaire sur sa tragédie de Mérope | [lire en ligne] |
| Janvier 1744   | Lettre […] à M. le comte de Si***, à Paris, au sujet de la ville d'Angers | [lire en ligne] |
| Mars 1744      | Lettre […] à M. Destouches, de l'Académie française, gouverneur de Melun, à son château de Fortoiseau | [lire en ligne] |
| Mai 1744       | Épître […] à M. Boyer d'Aix | [lire en ligne] |
| Février 1745   | Réponse […] à la critique d'un anonyme, au sujet de ses Réflexions sur le style marotique | [lire en ligne] |
| Février 1745   | Épître […] à M. Des Forges Maillard à l'occasion de sa pièce au roi | [lire en ligne] |
| Mars 1745      | Réponse […] à M. de La Coste au sujet du discours […] intitulé La supériorité des dames sur les hommes etc | [lire en ligne] |
| Novembre 1745  | Épître […] à son médecin | [lire en ligne] |
| Novembre 1745  | Ode (« Inspire-moi, Dieu des bons vers ») | [lire en ligne] |
| Janvier 1746   | Épître […] à M. l'abbé de Baulieu qui lui avait envoyé l'exorde du panégyrique de saint Augustin, qu'il venait de prêcher à Poitiers avec beaucoup d'applaudissement | [lire en ligne] |
| Mai 1746       | Le je ne sais quoi, ode à Iris | [lire en ligne] |
| Mai 1746       | À Madame L. M. D. L. R. U. F. chef d'escadre dans l'ordre de la félicité | [lire en ligne] |
| Mai 1746       | Madrigal sur les grands yeux d'Uranie | [lire en ligne] |
| Juin 1746      | Épître […] à M. Des Forges Maillard, au renouvellement de l'année 1746 | [lire en ligne] |
| Août 1746      | Les charmes du printemps | [lire en ligne] |
| Septembre 1746 | Épigramme […] contre un parleur impitoyable, un grand diseur de riens | [lire en ligne] |
| Septembre 1746 | [Épigramme] contre Chrisologue | [lire en ligne] |
| Juin 1747      | Épître […] à Clarice | [lire en ligne] |
| Juin 1747      | Madrigal […] à Mesdemoiselles de la T** | [lire en ligne] |
| Octobre 1747   | Réponse […] aux vers de Mlle Marcelle de La Florencière | [lire en ligne] |
| Janvier 1748   | Épître en vers blancs […] à M. l'abbé G… | [lire en ligne] |
| Juin 1748      | Réponse […] à celle que M. Des Forges-Maillard a faite à son épître en vers blancs | [lire en ligne] |
| Juin 1748      | Compliment […] à Madame Des Forges-Maillard, sur les jolis vers qui ont paru d'elle | [lire en ligne] |
| Août 1748      | Discours prononcé le 7 août 1748 à l'Académie royale des belles-lettres d'Angers par M. de La Sorinière, lorsqu'il y fut reçu à la place de feu M. l'abbé Louet | [lire en ligne] |
| Septembre 1748 | Épître […] à M. Corvaisier | [lire en ligne] |
| Octobre 1748   | Lettre […] à M. Barrière, Imprimeur Libraire à Angers | [lire en ligne] |
| Novembre 1748  | Épître […] à l'occasion de celle que M. l'abbé Du Plessis-de-Joué, a adressée à M. de La Bruere | [lire en ligne] |
| Janvier 1749   | Épître [sur la Dissertation sur l'incertitude des signes de la mort de Bruhier] | [lire en ligne] |
| Septembre 1749 | Poème, ou Essai, sur le progrès des sciences et des beaux-arts, sous le règne de Louis le Bien-Aimé, dédié à messieurs de l'Académie des belles-lettres de Montauban | [lire en ligne] |
| Octobre 1749   | Lettre à M. Duhamel | [lire en ligne] |
| Mars 1750      | L'accord de la sagesse avec la folie adressé à une jeune demoiselle d'Angers | [lire en ligne] |
| Avril 1750     | À Madame Du Bocage, sur les ouvrages qu'elle a donnés au public | [lire en ligne] |
| Juin 1750      | Lettre apologétique […] à M. l'abbé d’Artigny, sur ce que cet abbé vient de publier les amours de Bayle et de Mme Jurieu, dans ses Nouveaux mémoires d'histoire, de critique et de littérature | [lire en ligne] |
| Juin 1750      | Vers […] à M. Bruhier, docteur en médecine, et de l'Académie royale d'Angers, sur son ouvrage De l'incertitude des signes de la mort, et le zèle infatigable avec lequel in travaille à faire mettre en exécution le projet de règlement qu'il a présenté au roi, pour remédier à l'abus des enterrements et embaumements précipités | [lire en ligne] |
| Août 1750      | Épigramme en style marotique, adressée […] à M. l'évêque d'Angers, sur le retranchement qu'il a fait d'une fête dans son diocèse | [lire en ligne] |
| Août 1750      | Madrigal [aux dames qui se sont rendues à une séance publique de l'Académie royale d'Angers] | [lire en ligne] |
| Mars 1751      | Épître […] à Maîtres Clément Marot, et François Rabelais, sur l'état présent de la métromanie | [lire en ligne] |
| Mai 1751       | Esquisse du portrait du roi | [lire en ligne] |
| Août 1752      | Épître […] à M. l'abbé d'Artigny, auteur des cinq volumes des Nouveaux mémoires d'histoire, de critique et de littérature, si estimés du public, pour l'inviter à nous en donner encore un sixième | [lire en ligne] |
| Décembre 1752  | Épître […] à Madame Du Marais, pour l'engager à quitter la campagne, et à revenir embellir la ville | [lire en ligne] |
| Février 1754   | Épître à M. Foot, Anglais, pour lors à une petite maison de campagne | [lire en ligne] |
| Octobre 1770   | Éloge de la fontaine minérale de l'Épervière, à une lieue de la ville d'Angers | [lire en ligne] |

## Armoiries
| Figure | Blasonnement |
|        | Armes des Du Verdier de La Sorinière sous l’Ancien Régime D’azur à une fasce ondée d’argent ; accompagnée de trois émerillons d’or, becqués, chaperonnés et onglés de gueules posés deux en chef et un en pointe. |

## Sources
- « Claude François du Verdier de La Sorinière », dans Louis-Gabriel Michaud, Biographie universelle ancienne et moderne : histoire par ordre alphabétique de la vie publique et privée de tous les hommes avec la collaboration de plus de 300 savants et littérateurs français ou étrangers, 2e édition, 1843-1865 [détail de l’édition]